# 十格骨牌
十格骨牌，又稱十連塊或十連方塊，是一種多格骨牌，每塊以十個全等的正方形邊對邊連成，若反射或旋轉視作同一種共有4,655種，其中包括了195有孔洞和4,460種無孔洞的形狀。

## 種類
十連方塊中，若反射或旋轉視作同一種共有4,655種，其中195種有孔洞、4,460種無孔洞。若反射被視為相異，則十連方塊有9,189種組合；若反射與旋轉皆視為相異，則有36,446種相異的十連方塊。